# 唐由之
唐由之（1926年7月1日—2022年7月28日）字昆吾，浙江杭州人，中国中医眼科学家，中国中医研究院原副院长，中国中医科学院名誉院长，首届国医大师，第五、六、七、八届全国人大代表。